# Inmaculada con san Joaquín y santa Ana (Zurbarán)
Inmaculada con san Joaquín y santa Ana es el tema de un cuadro de Francisco de Zurbarán. Está realizado hacia 1639 y consta con el número 139 en el catálogo razonado y crítico realizado por la historiadora del arte Odile Delenda, especializada en este artista.

## Introducción
El tema de este lienzo es muy raro en el arte del siglo XVII, pero concuerda con las devociones tradicionales de la orden de los cartujos. De hecho, la festividad de la Concepción Inmaculada de María se vino celebrando en los monasterios cartujos a partir de 1509. Debido a su formato —redondeado en la parte superior— esta obra podría provenir de la cartuja de Jerez de la Frontera, tal vez originariamente formando pendant con la Virgen del Rosario con dos cartujos. Aunque el presente lienzo tiene una medida inferior a la de aquel cuadro, pudo haberse recortado en una fecha indeterminada y, por otro lado, los inventarios de 1820 y 1835 de la cartuja registran un lienzo de este tema, aunque sin mencionar quien fue su autor.

## Tema de la obra
San Joaquín y santa Ana no son mencionados en los Evangelios canónicos, sino en el protoevangelio de Santiago, en el Liber de infantia Salvatoris y en Evangelio del pseudo-Mateo. Según estos evangelios apócrifos, después de que Joaquín y Ana —matrimonio anciano y estéril— rogaran a Dios tener descendencia, se les apareció un ángel, anunciándoles que tendrían una hija, la futura Virgen María. En este cuadro aparece dicho matrimonio adorando a María, aquí manifestada como la Inmaculada Concepción.

## Descripción de la obra

#### Datos técnicos y registrales
- Edimburgo, Galería Nacional de Escocia;
- Pintura al óleo sobre lienzo, 255.5 x 177 cm;
- Fecha de realización: ca. 1638-1640;[4]
- Restaurado en 1954;
- Catalogado por O. Delenda con el número 139 y por Tiziana Frati con el 272.[5]

### Análisis de la obra
Zurbarán plantea esta obra con su habitual sencillez compositiva, naturalismo y monumentalidad de las figuras, lo cual contribuye a la legibilidad del tema. Como en la mayoría de las Inmaculadas de este pintor, la Virgen aparece muy joven, llena de candor, flotando sobre una media luna, en medio de un celaje y rodeada por multitud de cabezas de ángeles. En esta obra en concreto, su cabeza está levemente inclinada hacia la izquierda del lienzo, viste una túnica de color rosa muy pálido y un manto azul oscuro, y los símbolos de las letanías lauretanas solamente son evidentes en la parte terrenal.
A sus pies, aparecen Joaquín y Ana —de medio cuerpo— cautivados por la visión de la Inmaculada, ante un paisaje levemente pintado. En oposición a la figura idealizada de María, sus ancianos padres forman unos retratos realistas, dispuestos en contraluz sobre un fondo iluminado por la visión celestial. Joaquín —de perfil— lleva una hopalanda de color verde oscuro y muestra sus manos abiertas en un gesto de admiración y ofrenda. Santa Ana —de medio perfil— con sus manos cruzadas sobre el pecho, levanta su rostro pensativo hacia María, viste un traje rojo oscuro y un manto del hermoso color violeta oscuro propio del pintor, y su cabeza está cubierta por un velo beige.

## Procedencia
1. Cartuja de Jerez de la Frontera, Capilla de La Antigua, 1638/40-1810 (?);
2. París, galería española de Luis Felipe I de Francia, 1838-1848, n º 332 (1), n º 342 (4);
3. Londres, Christie’s, venta Luis Felipe, 7 de mayo de 1853, n º 143;
4. Comprado por Hickman en 90 £; colección Lord Elcho and Gemís, 1857-1859;
5. Comprado por The Royal Institution 1859;
6. Transferido a la Galería Nacional de Escocia en 1867.[8]